# Cratere Saodat
Saodat  è un cratere sulla superficie di Venere.